# John Reed
John „Jack“ Silas Reed (22. října 1887, Portland, USA – 17. října 1920, Moskva, Sovětské Rusko) byl americký novinář, básník a komunistický aktivista. Proslul jako autor knižní reportáže o komunistickém převratu v Rusku Deset dnů, které otřásly světem (1919). Během svého pobytu v Sovětském Rusku zemřel. Je jedním ze tří Američanů pohřbených v nekropoli u Kremelské zdi.

## Život

### Původ a studium
John Reed pocházel z buržoazní rodiny z Portlandu. Otec Charles Reed byl obchodníkem a jeho matka Margaret byla dcerou bohatého portlandského průmyslníka. Jack spolu s mladším bratrem Harrym vyrůstal v blahobytu, studovali na soukromých školách.
Reed byl vynikajícím studentem, už ve svých šestnácti letech uveřejnil v místních novinách článek. Stal se jedním z hlavních dopisovatelů školního časopisu v Morristownu, kde se připravoval na vysokou školu. Od roku 1906 studoval na Harvardu, jak si přál jeho otec. Aktivně se zapojil do studentských aktivit, sportoval, byl členem divadelní společnosti, přispíval do univerzitních časopisů Lampoon a The Harvard Monthly.  V roce 1910 svá studia dokončil a odejel do Evropy. Přijal práci dělníka na dobytkářské lodi, aby si zaplatil cestu do Evropy, kde navštívil Anglii, Francii a Španělsko.

### Novinář
Rok nato se John Reed usadil v New Yorku, kde patřil mezi příslušníky intelektuálních a uměleckých kruhů. Navázal krátký, ale bouřlivý vztah s Mabel Dodgeovou, bohatou mecenáškou umění. Rozhodl se, že bude novinářem. Získal místo redaktora v časopise American Magazine a současně pracoval jako obchodní manažer nového čtvrtletníku s názvem Landscape Architecture. Snažil se prosadit i jako novinář na volné noze. Psal eseje, básně i články o své cestě do Evropy a jeho práce přijal nejprve Saturday Evening Post a postupně byly zveřejňovány v dalších časopisech.
Reed při toulkách městem pozoroval bídu a chudobu dělníků, chtěl poznat příčiny sociálních nerovností a zajímal se o sociální problematiku. Od roku 1913 publikoval v socialistickém časopise The Masses, redigovaném Maxem Eastmanem. Reed do něho napsal více než padesát článků a dalších příspěvků. Za některé články na podporu stávkujících dělníků v textilní továrně v Patersonu byl na čtyři dny uvězněn, což přispělo k jeho radikalizaci. Své zkušenosti popsal v článku nazvaném Válka v Patersonu.
Na podzim 1913 dostal Reed nabídku od časopisů Metropolitan a World, aby jako vojenský dopisovatel podal zprávu o revoluci v Mexiku. Čtyři měsíce strávil u slavné Severní divize vedené generálem Francescem Villou, který se stal jeho přítelem. Na rozdíl od veřejného mínění v USA Reed stál na straně povstalců a ve svých článcích informoval o jejich snahách o zlepšení života mexických rolníků. Jeho zprávy byly v roce 1914 publikovány v knize Vzbouřené Mexiko. Po návratu do USA odjel do Colorada, aby na místě prověřil okolnosti masakru v kolonii Ludlow během stávky horníků. V červenci 1914 vyšel v novinách jeho článek o této události pod názvem Válka v Coloradu. Tyto zkušenosti v něm upevnily přesvědčení o správnosti třídního boje a stal se socialistou.

### Válečný dopisovatel
Po vyhlášení první světové války Reed působil jako válečný korespondent Metropolitanu v Evropě. Reed byl přesvědčen, že válka je výsledkem imperialistické obchodní rivality a k žádné ze stran necítil sympatie, protože jim šlo pouze o zisk. V tomto duchu zveřejnil v časopise Masses článek s názvem Válka obchodníků. Během roku 1915 navštívil bojiště ve Francii i na Balkáně a ve svých článcích realisticky popisoval hrůzy, které prožívali prostí vojáci i obyvatelé těchto zemí. Procestoval Německo, Anglii, Rusko, Švýcarsko, Belgii kde viděl, jak, řečeno režimním jazykem, kapitalisté měli vydělávat na válce. To utvrdilo jeho odmítavý postoj k válce. Z těchto zkušeností vznikla kniha Válka ve východní Evropě, která vyšla v dubnu 1916. V USA byly jeho názory přijímány většinou kriticky, reportáže z Evropy a protiválečné články otiskly jen časopisy Masses a Seven Arts, Metropolitan spolupráci ukončil.
Rok 1916 prožil v USA. Při návštěvě matky v Portlandu se seznámil s redaktorkou Louisou Bryantovou–Trullingerovou, která sdílela stejné názory na válku, vyznávala stejné životní hodnoty, bohémský způsob života a volnou lásku. Koncem roku uzavřeli manželství, když předtím Louisa prožila milostný románek s dramatikem Eugenem O'Neillem. V prosinci musel Reed podstoupit operaci, při níž mu byla odstraněna ledvina, což ho učinilo nezpůsobilým pro brannou povinnost. Počátkem roku 1917 vydal vlastním nákladem svou jedinou sbírku básní Tamburina.

### Svědek revoluce v Rusku

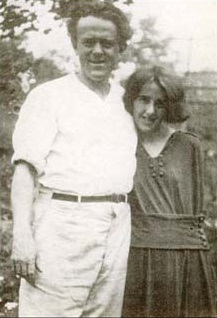
John Reed s manželkou Louise Bryantovou, 1918

Reed se aktivně stavěl proti snahám zapojit USA do války, což vedlo k roztržce s matkou i mladším bratrem, který se přihlásil do armády jako dobrovolník. I po vstupu USA do války pokračoval v psaní protiválečných článků. Nechápal bojový zápal svých krajanů. Sledoval situaci v Rusku po svržení cara a chtěl být přímým svědkem vzniku nového společenského systému. S manželkou získali v polovině srpna 1917 povolení k odjezdu a do Petrohradu se dostali bezprostředně po neúspěšném pokusu monarchistů svrhnout prozatímní vládu Alexandra Kerenského. Reed se stal přímým účastníkem revoluce, která nastolila novou socialistickou vládu, osobně se setkal s Leninem ve Smolném paláci i Lvem Trockým. Začal spolupracovat s lidovým komisariátem zahraničních věcí, pro který překládal do angličtiny nově vydávané dekrety a informace o vývoji v Rusku. Zúčastnil se zahájení třetího sjezdu Sovětů, kde pronesl krátký projev slibující, že přinese zprávy o revoluci do Ameriky.
V únoru 1918 se Reed s manželkou vrátil do New Yorku, aby pomohl časopisu Masses, který byl obviněn z velezrady a pobuřování, když zveřejňoval jeho protiválečné články. Byl okamžitě zadržen federálními úřady a propuštěn až po složení kauce. Pokračoval v propagaci socialistické revoluce, snažil se zabránit spojeneckým intervencím v Rusku, působil jako redaktor levicového týdeníku The New York Communist. Za jeden svůj projev byl postaven před soud ve Philadelfii, ale s odkazem na ústavní svobodu slova byl zproštěn viny. Na sjezdu socialistické strany v Chicagu v srpnu 1919 byl Reed spolu s ostatními radikály vyloučen, pak vytvořili Komunistickou stranu práce Ameriky. Jeho spisy z této doby vykazují pochybnosti o demokracii západního typu a hájí diktaturu proletariátu jako nezbytný krok k údajné skutečné demokracii založené na rovnosti a svobodě jednotlivce. Tehdy Reed také pracoval na svém nejznámějším díle – svědectví o ruské revoluci. Kniha s názvem Deset dnů, které otřásly světem vyšla v březnu 1919. K jejímu prvnímu vydání napsal předmluvu V. I. Lenin.

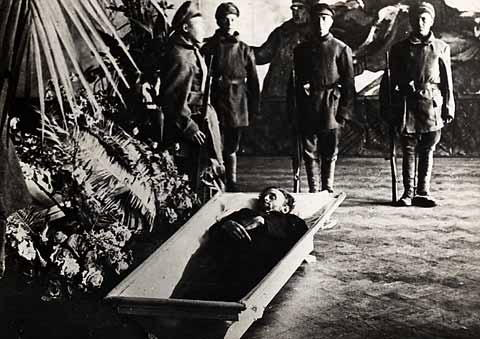
John Reed v rakvi (1920)

Reed byl obžalován z pobuřování a na začátku října 1919 uprchl přes Norsko do Ruska. Několik týdnů jezdil po okolí Moskvy a psal zápisky o situaci v továrnách, městech a vesnicích. V únoru 1920 se pokusil vrátit do Spojených států, ale byl zadržen finskými celníky a obviněn z pašování. Po zaplacení pokuty se v červnu vrátil do Petrohradu a později do Moskvy, kde se k němu připojila manželka. Zúčastnil se tam II. kongresu Kominterny, byl zvolen do výkonného výboru a často se stýkal s Leninem. Na naléhání Grigorije Zinovjeva se zúčastnil Kongresu národů východu pořádaného Kominternou v Baku v září 1920. Po návratu do Moskvy onemocněl, byl hospitalizován a lékaři zjistili, že se jedná o skvrnitý tyfus. Kvůli spojenecké blokádě nebyly k dispozici potřebné léky a Reed zemřel v Moskvě 17. října 1920 ve věku nedožitých 33 let. Manželka Louisa při něm vytrvala až do konce.
Reedovo tělo bylo vystaveno ve stříbrné rakvi v Domě odborů a obklopeno čestnou stráží. Je jedním ze tří Američanů pohřbených v nekropoli u Kremelské zdi.